# Desmoncus aculeatus
Desmoncus aculeatus là loài thực vật có hoa thuộc họ Arecaceae. Loài này được H.L. Wendl. mô tả khoa học đầu tiên năm 1854.